# Trzęsienie ziemi w Lacjum (2016)
Trzęsienie ziemi w Lacjum – trzęsienie, które miało miejsce 24 sierpnia 2016 roku o godzinie 3:36:32 w regionach Umbria, Lacjum i Marche. Epicentrum miało miejsce w okolicach miejscowości Accumoli, w regionie Lacjum, ok. 80 km na południowy wschód od miasta Perugia. Położenie hipocentrum określono na ok. 4 km. Najbardziej poszkodowane miejscowości to Accumoli, Amatrice, Posta i Arquata del Tronto.
Wstrząsy odczuwalne były również w Rzymie, odległym o ok. 150 km od epicentrum. Według Włoskiego Instytutu Geofizyki i Wulkanologii siła wstrząsu wynosiła 6,0 stopni Richtera. Według ustaleń zginęło 299 osób, a ponad 400 zostało rannych. Przeszło 2,5 tys. ludzi pozostało bez dachu nad głową.
27 sierpnia został ogłoszony dniem żałoby narodowej, w Ascoli Piceno odbył się pogrzeb państwowy 35 ofiar.

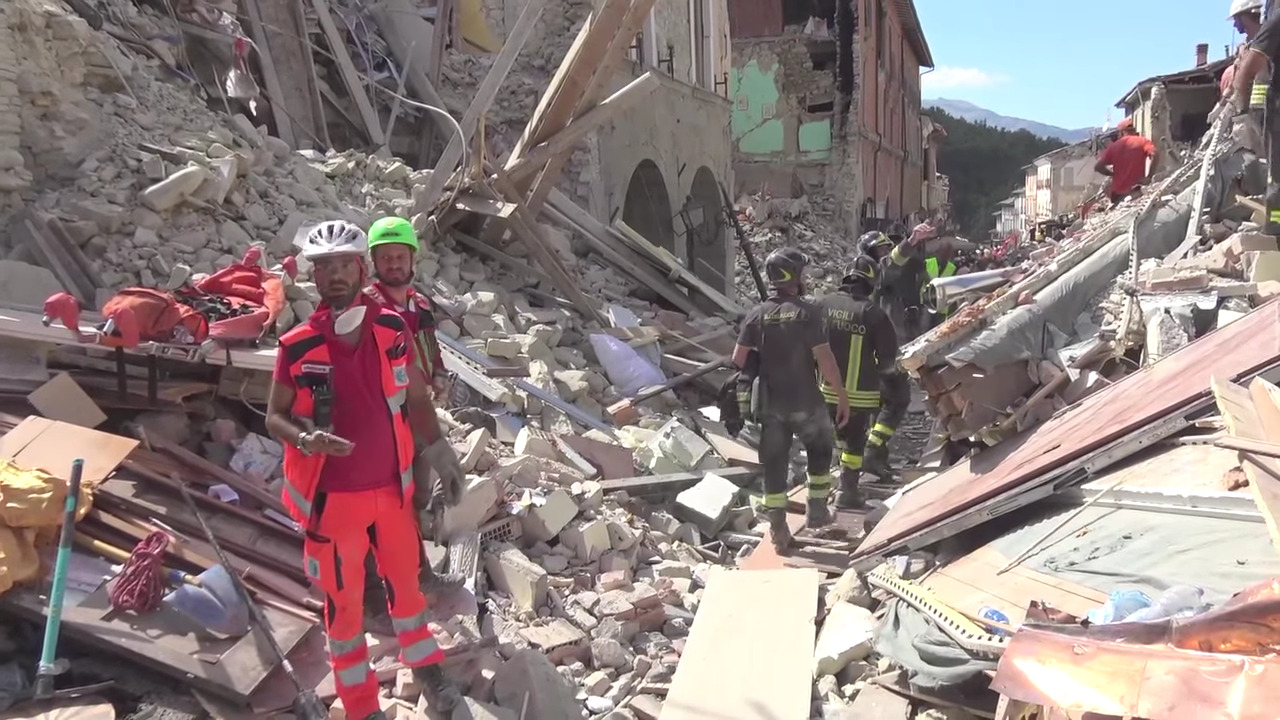
Skutki trzęsienia w Amatrice

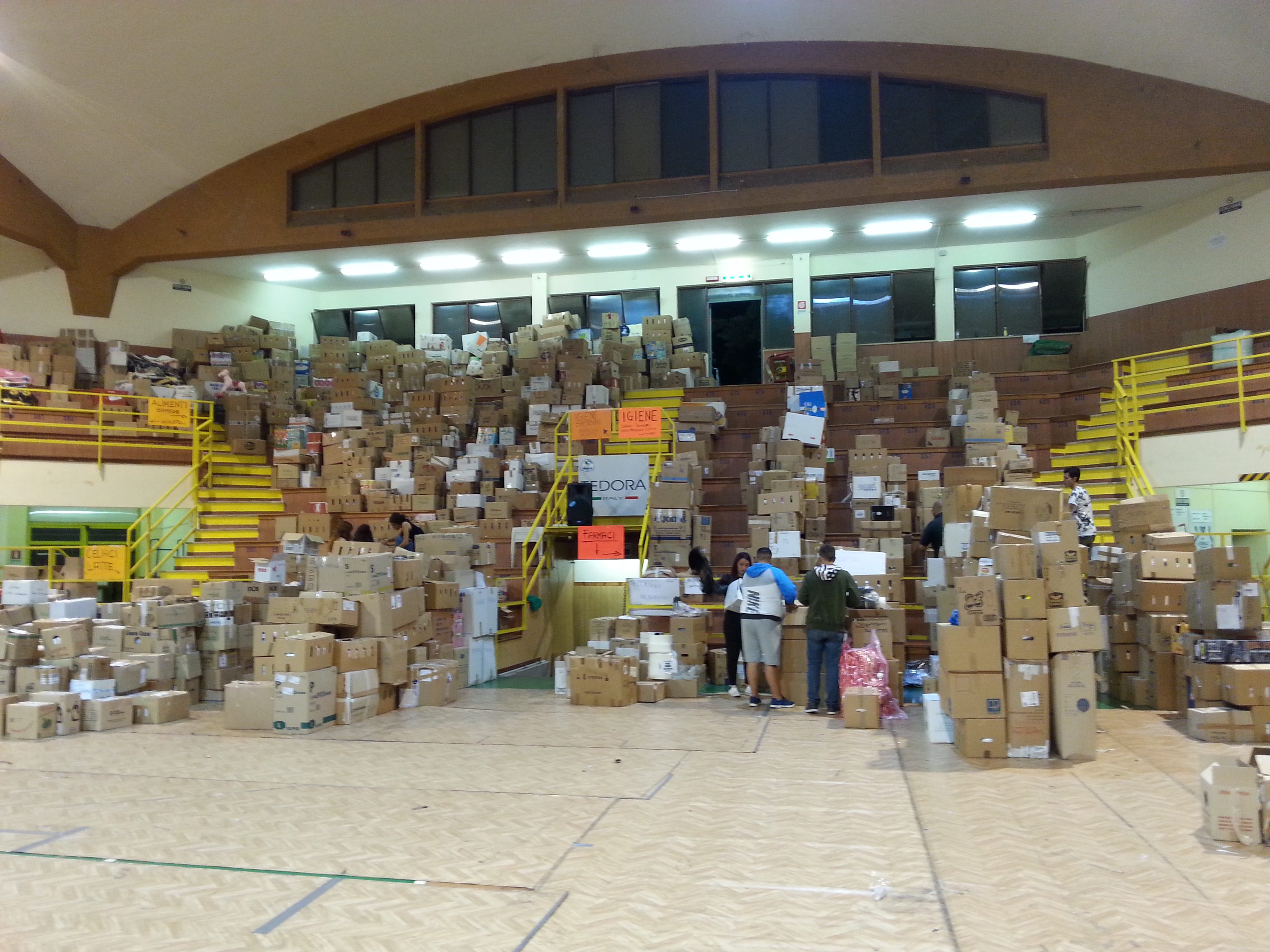
Zbiórka artykułów dla poszkodowanych